# Florian Kopp
Florian Kopp (* 15. Mai 2001) ist ein österreichischer Fußballspieler.

## Karriere

### Verein
Kopp begann seine Karriere beim Innsbrucker AC. Zur Saison 2015/16 kam er in die AKA Tirol, in der er sämtliche Altersstufen durchlief. Zur Saison 2019/20 wechselte er zu den drittklassigen Amateuren des FC Wacker Innsbruck. Für Wacker II kam er bis zum Saisonabbruch zu elf Einsätzen in der Regionalliga. Im Jänner 2020 rückte Kopp in den Profikader der Innsbrucker auf. Für die Profis kam er allerdings bis Saisonende nie zum Einsatz. Im Juli 2020 erhielt er einen bis Juni 2022 laufenden Profivertrag.
Im März 2021 debütierte er schließlich für die Profis in der 2. Liga, als er am 19. Spieltag der Saison 2020/21 gegen den SC Austria Lustenau in der 88. Minute für Ronivaldo eingewechselt wurde. Für die erste Mannschaft kam er insgesamt zu 37 Zweitligaeinsätzen. Das finanziell gebeutelte Wacker konnte im April 2022 die Gehälter der Spieler nicht mehr bezahlen, woraufhin es den Spielern frei stand, den Klub zu verlassen. Kopp machte von diesem Recht Gebrauch und beendete den Vertrag Ende April 2022 vorzeitig.
Zur Saison 2022/23 wechselte Kopp dann zur zweiten Mannschaft des FK Austria Wien. Im Februar 2023 stand er erstmals im Kader der Bundesligamannschaft der Wiener. Zu einem Einsatz für die erste Mannschaft sollte er in jener Saison aber nicht kommen, für die Violets hingegen absolvierte er 29 Partien in der 2. Liga, aus der er mit dem Team aber abstieg. Zur Saison 2023/24 wurde er daraufhin an den Zweitligisten SV Stripfing verliehen. Während der Leihe kam er zu 28 Zweitligaeinsätzen.
Zur Saison 2024/25 kehrte er zur Austria zurück, wo er aber nicht mehr zum Kader zählte. Im Jänner 2025 kehrte Kopp daraufhin zum mittlerweile viertklassigen FC Wacker Innsbruck zurück.

### Nationalmannschaft
Kopp spielte im Februar 2016 erstmals für eine österreichische Jugendnationalauswahl. Im Februar 2018 kam er gegen Georgien zu seinem einzigen Einsatz im U-17-Team.